# (2754) Efimov
(2754) Efimov es un asteroide que forma parte del cinturón de asteroides y fue descubierto el 13 de agosto de 1966 por Tamara Mijáilovna Smirnova desde el Observatorio Astrofísico de Crimea en Naúchni.

## Designación y nombre
Efimov fue designado al principio como 1966 PD.
Más adelante se nombró en honor del aviador ruso Mijaíl Nikifórovich Efimov (1881-1919).

## Características orbitales
Efimov está situado a una distancia media del Sol de 2,228 ua, pudiendo acercarse hasta 1,709 ua y alejarse hasta 2,746 ua. Tiene una inclinación orbital de 5,709° y una excentricidad de 0,2328. Emplea 1215 días en completar una órbita alrededor del Sol.